# Xenotyphlops
Xenotyphlops ist eine artenarme Schlangengattung aus der Überfamilie der Blindschlangenartigen (Typhlopoidea). Die Gattung wurde 1996 durch Wallach & Ineich beschrieben. Nicolas Vidal und Kollegen stellten die Gattung 2010 in die monogenerische Familie Xenotyphlopidae. Die beiden Xenotyphlops-Arten kommen auf Madagaskar vor.

## Merkmale
Wie alle Blindschlangenartigen sind die Xenotyphlops-Arten kleine wurmähnliche Schlangen von 15 bis 30 Zentimetern Körperlänge, die unterirdisch leben. Sie sind pigmentlos und ihr Körper hat auf der vollen Länge den gleichen Durchmesser. Sie unterscheiden sich von den Blindschlangen durch einen fast kreisrunden und stark vergrößerten Rostralschild, der von der Seite gesehen fast senkrecht steht, sowie einer einzelnen, vergrößerten Scutum anale. Sichtbare Augen fehlen ebenso wie die Präocularia, eine Schuppe vor dem Auge. Unter allen Blindschlangenartigen fehlt Xenotyphlops als einziger Gattung die Tracheallunge. Ein weiteres Merkmal ist die große Lücke zwischen Herz und der einteiligen Leber.

## Systematik
Die Xenotyphlopidae sind die Schwestergruppe der Blindschlangen (Typhlopidae).
Es sind lediglich zwei Arten bekannt:
- Xenotyphlops grandidieri (Mocquard, 1905)
- Xenotyphlops mocquardi Wallach, Mercurio & Andreone, 2007